# Fortificaciones de la costa Caribe de Panamá
Las fortificaciones de la costa Caribe de Panamá, declaradas Patrimonio de la Humanidad por la Unesco en 1980, constituyen un ejemplo de la arquitectura militar de los siglos XVII y XVIII.

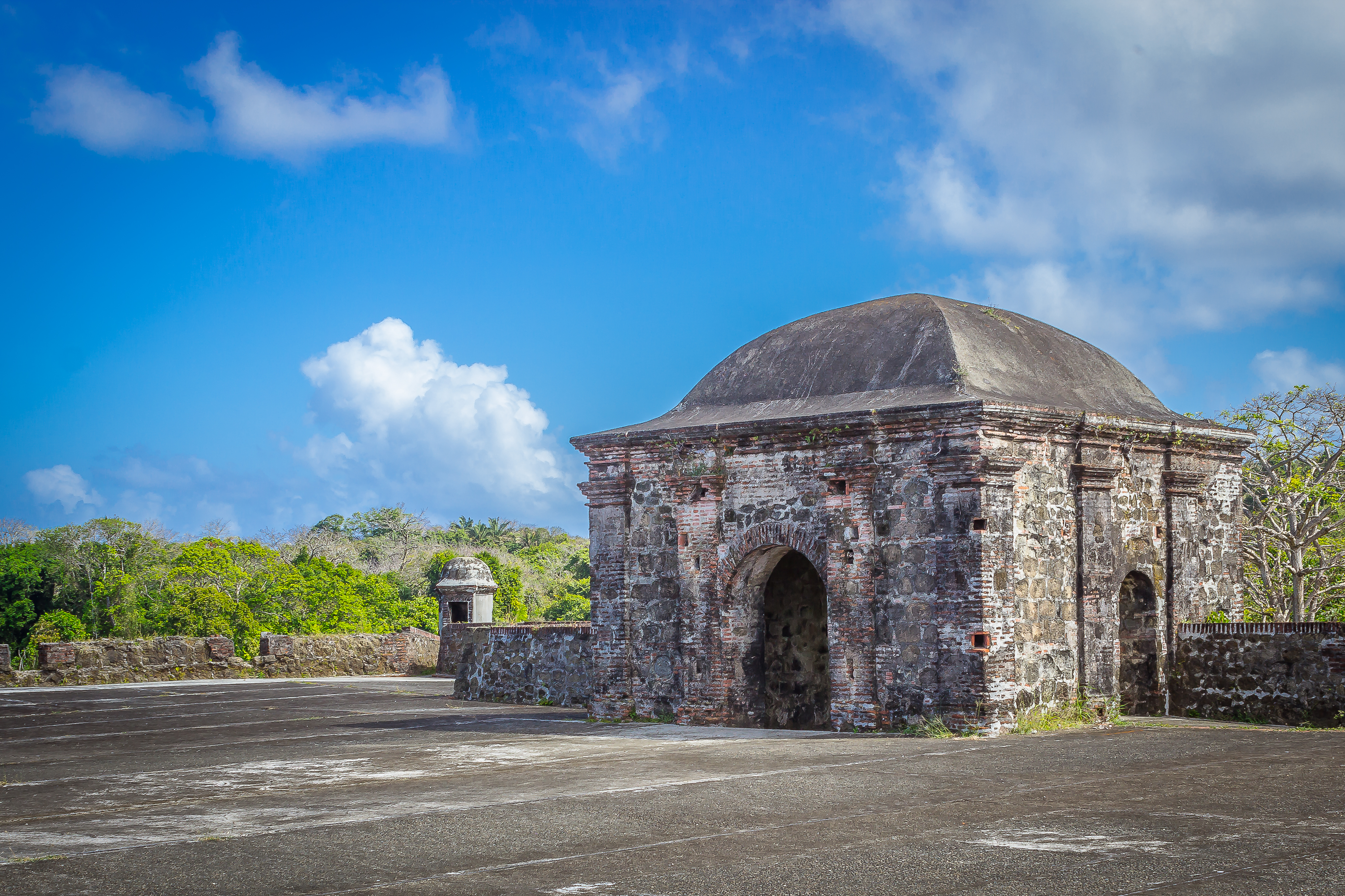
Fuerte de San Lorenzo, en la entrada al río Chagres

La declaración incluye las fortificaciones de Portobelo (9°33′14″N 79°39′21″O / 9.55389, -79.65583) y San Lorenzo (9°19′27″N 80°0′11″O / 9.32417, -80.00306), ambas en la costa Caribe de Panamá, que formaban parte del sistema defensivo para el comercio transatlántico de la Corona de España.
Factores medioambientales, falta de mantenimiento y desarrollo urbano incontrolado fueron las principales razones dadas por el Comité del Patrimonio Mundial para inscribir las Fortificaciones de la costa Caribe de Panamá: Portobelo y San Lorenzo, en la Lista del Patrimonio Mundial en Peligro de la UNESCO.